# Hraniční přechod Oravská Polhora-Korbielów
Hraniční přechod Oravská Polhora-Korbielów, slovensky a polsky, je hraniční přechod, který se nachází na slovensko-polské státní hranici mezi slovenskou obcí Oravská Polhora (okres námestovo v Žilinském kraji) a polskou vesnicí Korbielów (gmina Jeleśnia, okres Żywiec, Slezské vojvodství). Přechod je určen pro motoristy s vozidly do hmotnosti 7,5 t a pěší. Leží v horském sedle Hliny ve výšce 804 m n. m. v pohoří Oravské Beskydy a chráněné krajinné oblasti Horní Orava na Slovensku a v pohoří Beskid Żywiecki a chráněné oblasti Żywiecki Park Krajobrazowy v Polsku.

## Historie a popis místa
Hraniční přechod Oravská Polhora-Korbielów leží na silničním tahu mezi městy Námestovo a Żywiec a je stále používán.
Již za první republiky zde byl hraniční přechod, který někdy po válce zanikl. V období existence Československé socialistické republiky zde byl dne 13. dubna 1960 otevřen polsko-československý hraniční přechod jen v rámci malého pohraničního styku. Od 13. listopadu 1995 fungoval 24 hodin denně a bez omezení. Pravidelné hraniční kontroly byly na přechodu ukončeny dne 21. prosince 2007 a to v souladu s rozšířením Schengenského prostoru v souladu s Schengenskou smlouvou.

## Galerie

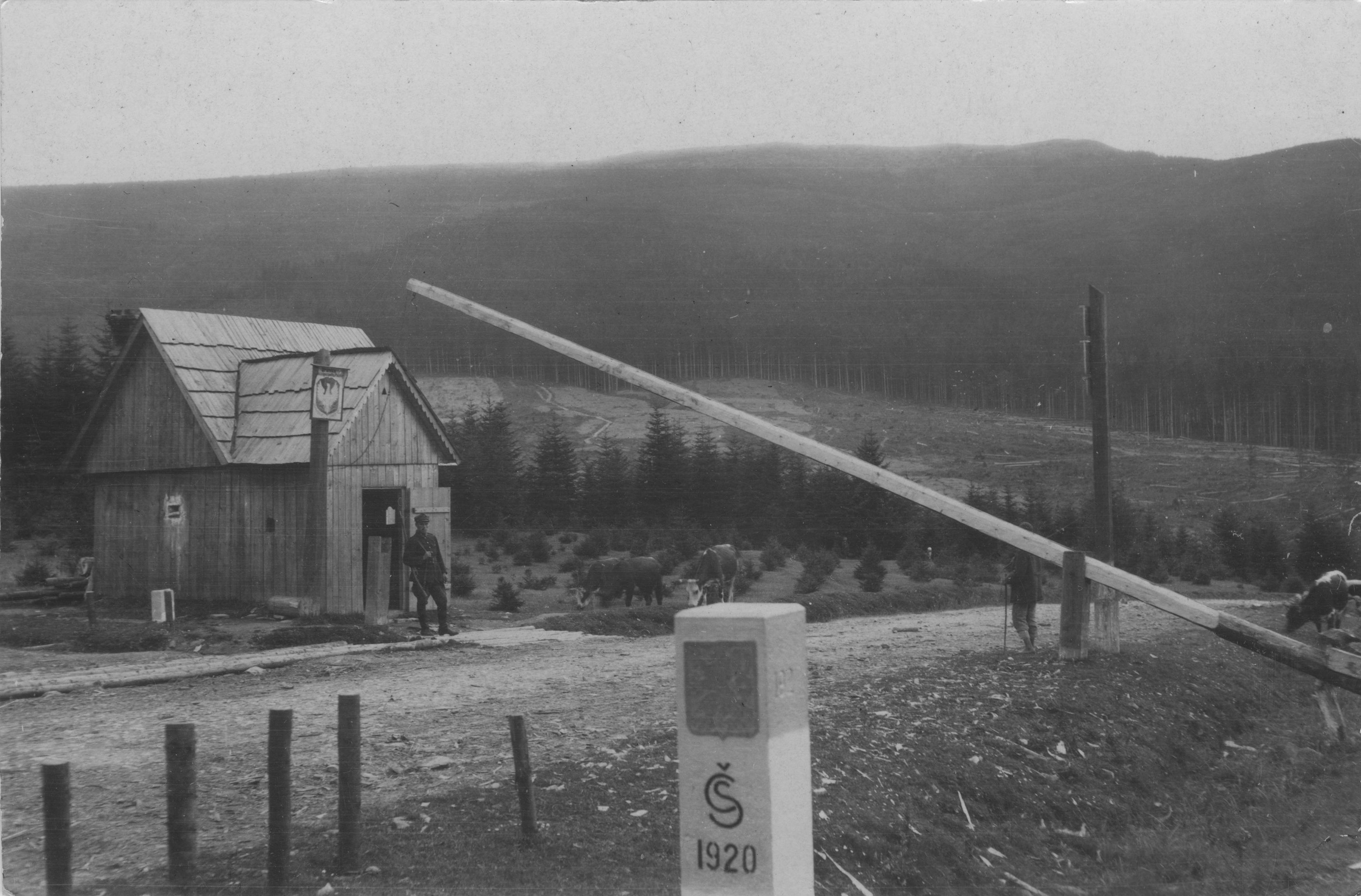
Historický snímek
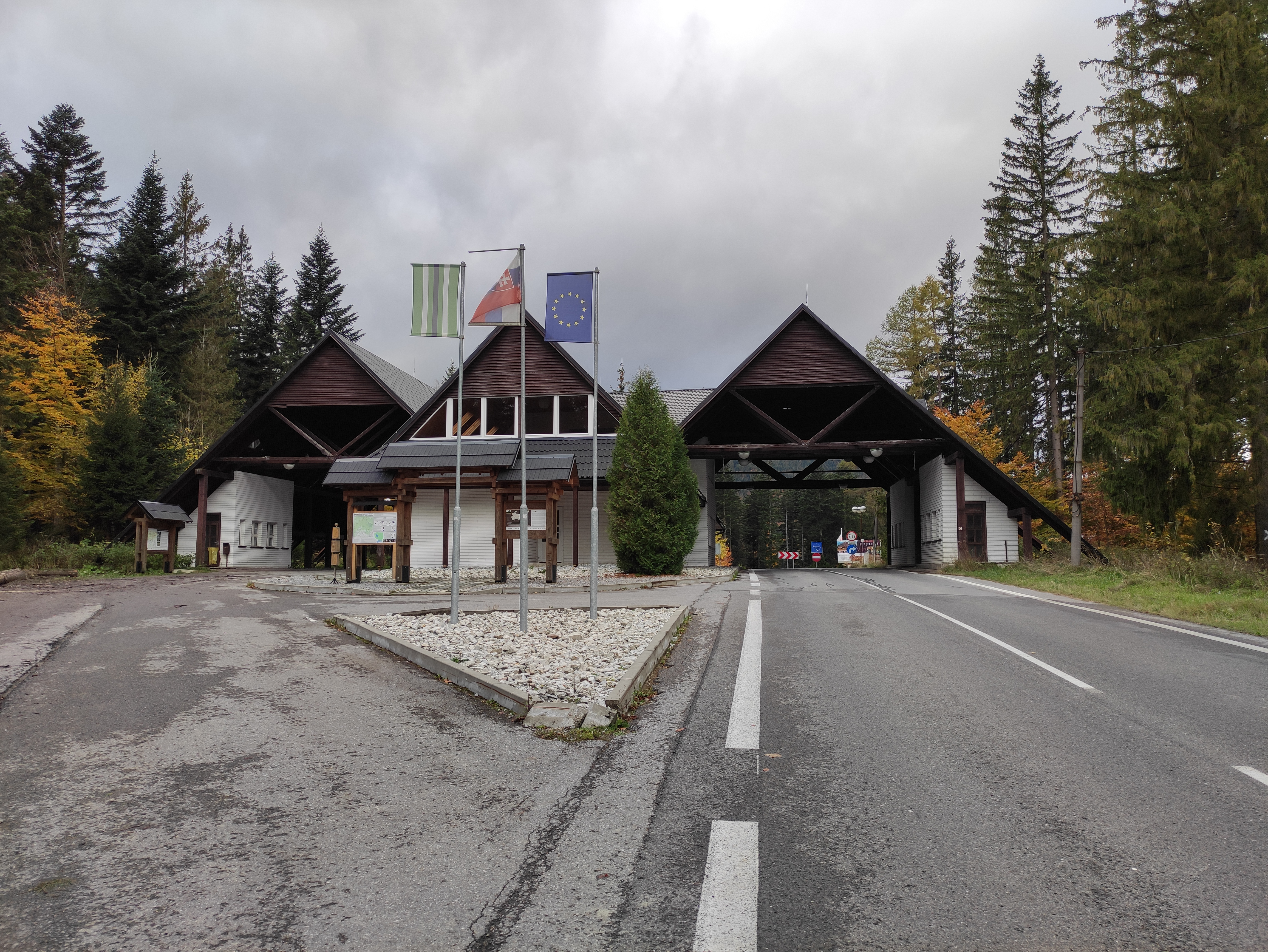
Říjen 2023
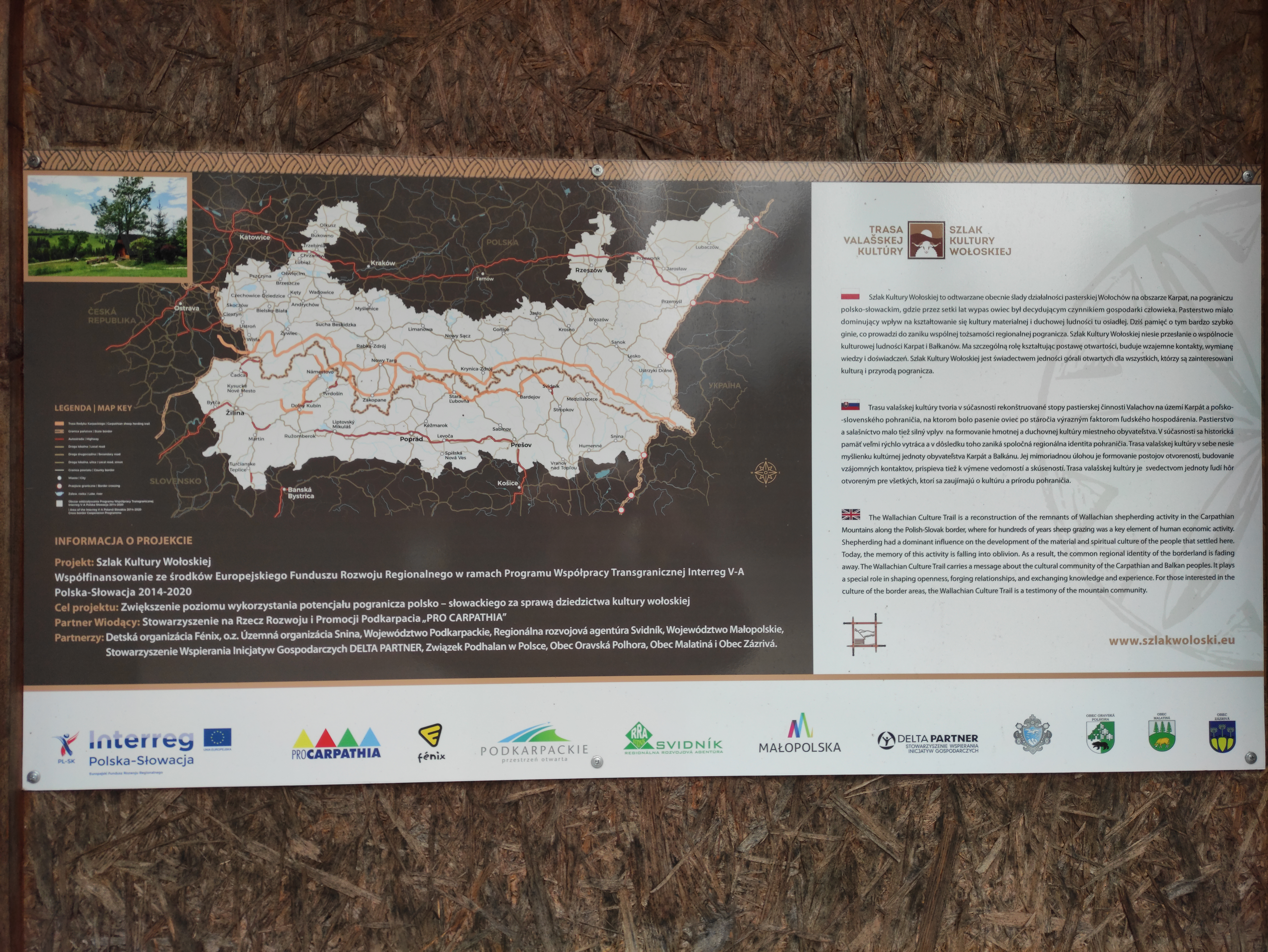
Trasa valašskej kultury
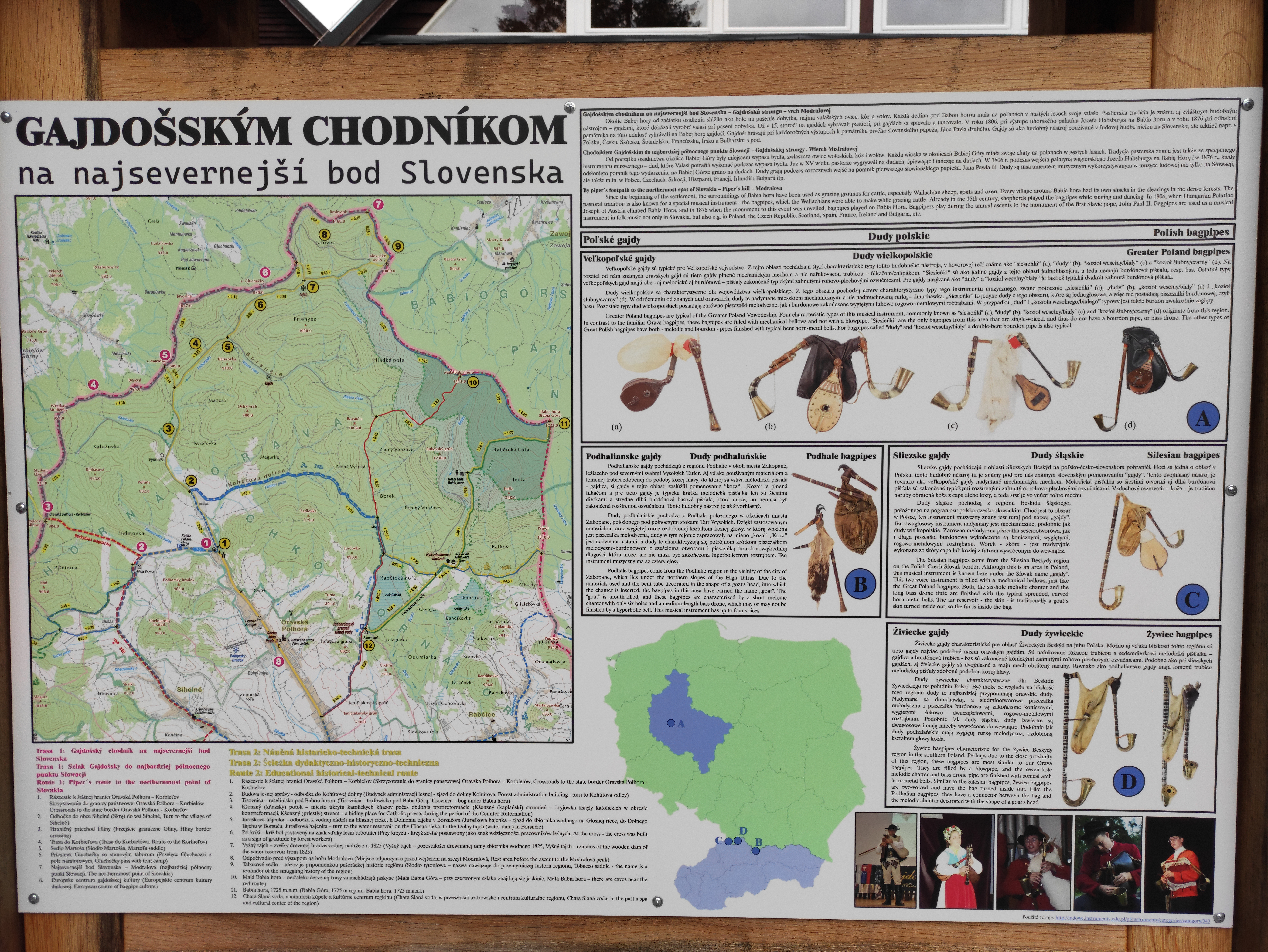
Trasa Gajdošským chodníkom